# Zgnilec amerykański

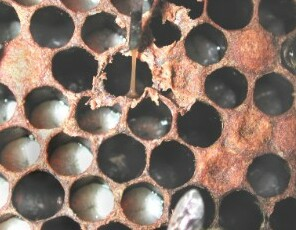
Czerwie zaatakowane zgnilcem złośliwym

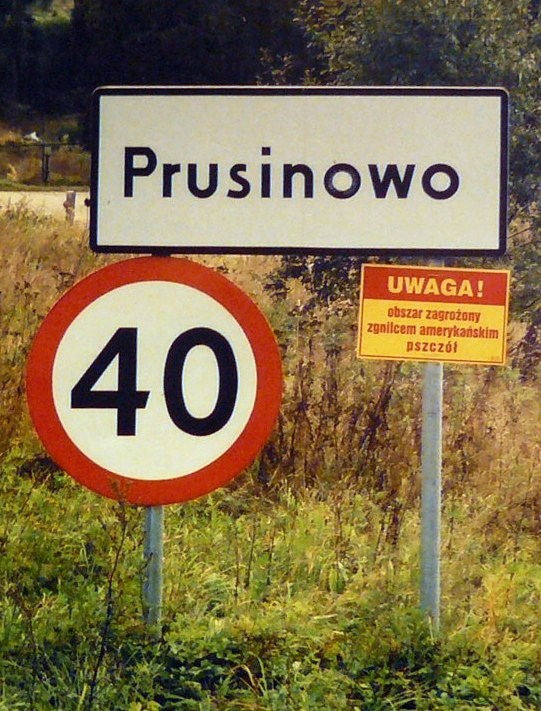
Obszar zagrożony zgnilcem amerykańskim (Prusinowo)

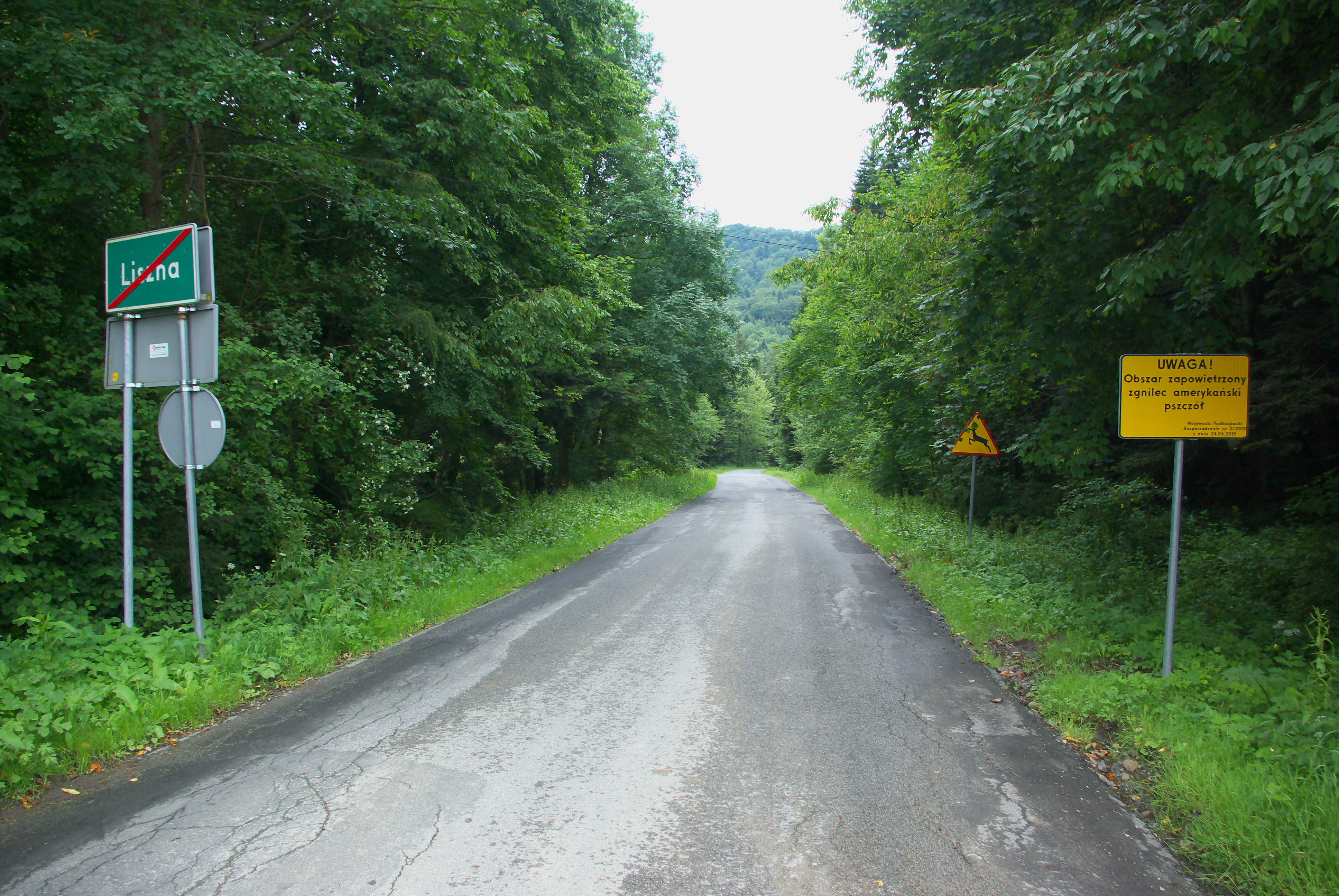
Obszar zapowietrzony zgnilcem amerykańskim pszczół (Liszna)

Zgnilec amerykański, zgnilec złośliwy (łac. histolysis infectiosa perniciosa larvae apium lub pestis americana larvae apium) – zakaźna choroba bakteryjna czerwi wywoływana przez laseczkę larwy (Paenibacillus larvae). Chorują nań i zamierają czerwie zasklepione. Jest to choroba zwalczana z urzędu. 
Przetrwalniki bakterii odznaczają się bardzo wysoką opornością na działanie termiczne i chemiczne, a w normalnych warunkach przeżywają nawet do 40 lat. Szczególne nasilenie choroby przypada na drugą połowę lata, kiedy wysoka temperatura i częste przegrzewanie gniazda sprzyja rozkładającej się masie.

## Objawy
Zasklepy na zamarłych czerwiach stają się podziurkowane, ciemnieją i zapadają się oraz jest charakterystyczny zapach z ula. Masa zamarłych czerwi jest brunatnożółta, daje się wyciągać w długie nitki i wydziela zapach kleju stolarskiego. Zwykle po 4 tygodniach od śmierci larwy na dnie lub na ścianie komórki plastra powstaje ciemny, zasuszony strupek, który jest łatwo widoczny po odpowiednim odwróceniu ramki. Okres wylęgania się choroby w rodzinie wynosi 45 dni.

## Leczenie
Do leczenia zgnilca złośliwego dawnej stosowano syrop z dodatkiem sulfonamidów lub oksytetracyklinę. Syrop leczniczy podawano rodzinom pszczelim przez okres 5 dni. Leczenie musi być poprzedzone przesiedleniem chorej rodziny pszczelej do innego ula. Obecnie stosowanie sulfonamidów w leczeniu pszczół jest zabronione.
Metodami dopuszczonymi do stosowania jest podawanie olejków: cynamonowego, żywokostowego, tymiankowego, cytrynowego. Wszystkie te olejki silnie działają bakteriobójczo i bakteriostatycznie, ale najsilniejsze działanie ma olejek cynamonowy.
Choroba jest trudna do wyleczenia i powoduje duże straty w pasiekach. Jedyną radykalną metodą ograniczenia rozprzestrzeniania się choroby jest likwidacja chorych, słabych rodzin przez spalenie wszystkiego oprócz ula. Porażona silna rodzina ma szansę być wyleczona.